# Седов, Александр Анатольевич
Александр Анатольевич Седо́в (род. 5 февраля 1976) — российский футболист, полузащитник. Младший брат российского футболиста Сергея Седова.

## Биография
Начал выступать на взрослом уровне в 1994 году в составе таганрогского «Торпедо» во второй лиге. Затем играл в третьей лиге за «Спартак-Братский» и «Колос» (Таганрог/Покровское).
В 1997 году уехал в Белоруссию, где выступал за минское «Торпедо» и за его фарм-клуб «Реал». Сыграл 8 матчей в высшей лиге Белоруссии.
В начале 2000-х годов играл за клубы второго дивизиона России — «Спартак» (Йошкар-Ола), «УралАЗ» (Миасс), «Металлург-Метизник» (Магнитогорск), а также за таганрогское «Торпедо», выступавшее в то время в любительском первенстве.
В 2003 году перешёл в казахстанский «Батыс», вскоре переименованный в «Акжайык». Дебютный матч в высшей лиге Казахстана сыграл 2 августа 2003 года против «Есиля» (Кокчетав). Всего за полтора сезона сыграл 34 матча в чемпионате страны.
После возвращения в Россию выступал только на любительском уровне.